# Emilio González López
Emilio González López (La Coruña, 13 de noviembre de 1903 - Nueva York, 10 de diciembre de 1991) fue un historiador y político gallego. 

## Biografía

### Formación
Nació en el barrio marinero de San Roque de Fóra, Visma, en la ciudad de La Coruña, hijo de Antonio González Doldán, un tipógrafo ligado a los movimientos obreros. Estudió en La Coruña y tuvo como maestro a Xoán Vicente Viqueira y luego marchó a Madrid para estudiar Derecho, donde se licenció. Consiguió en 1931 la cátedra de derecho penitenciario en la Universidad de La Laguna, pero no llegó a ejercer debido a sus actividades políticas. Posteriormente fue ganando las mismas cátedras de derecho penitenciario en la Universidad de Salamanca y en la de Oviedo.

### Participación política
En Madrid fue el fundador y primer secretario general de la Federación Universitaria Española (FUE), aún en los tiempos de la dictadura de Primo de Rivera y en las primeras elecciones de la Segunda República, en 1931, salió elegido diputado por la circunscripción de la La Coruña por la Federación Republicana Gallega, puesto que revalidó en las elecciones de 1933 (representando a la ORGA) y de 1936 (en las listas de Izquierda Republicana). Durante la República fue director general de administración local (1932) y director general de Beneficencia (1933) dependiente del Ministerio de la Gobernación de Santiago Casares Quiroga. En 1936 participó en la redacción del Estatuto de Autonomía de Galicia.
La explosión de la guerra civil española le coincide en Madrid, en zona republicana, y como representante del gobierno acude a Ginebra a la Liga de las Naciones, donde tiene el encargo de coordinar una red de espionaje a favor del gobierno republicano.

### Exilio
Con el triunfo del Golpe de Estado franquista, se exilia a los Estados Unidos, en Nueva York, donde permanecerá hasta su muerte. En los Estados Unidos dio clases de historia en la Universidad de la Ciudad de Nueva York, donde se especializó en Historia de España e Historia de Galicia. El reputado hispanista Stanley G. Payne reconoce que fue el primer profesor informal de historia de España que tuvo en Estados Unidos, a finales de años 50, aportándole una visión objetiva y perspicaz que, si bien desde su óptica republicanista de izquierdas, contrastaría con la de otros exiliados españoles de visión mucho más sesgada.
En el exilio escribió sus Memorias de un diputado de las Cortes de la República.

## Reconocimientos
En 1984 recibe la Medalla Castelao, en su primera entrega. Fue nombrado Cronista General de Galicia y doctor honoris causa por la Universidad de La Coruña. También fue nombrado académico de la Real Academia Gallega de Jurisprudencia y Legislación en 1978.